# Прутский мирный договор
Прутский мир — мирный договор между Русским царством и Османской империей, заключённый как результат неудачного для России Прутского похода 1711 года под личным командованием Петра I в ходе Русско-турецкой войны (1710—1713). Относительно мягкие для русских условия явились результатом подкупа османских сановников. Россия теряла основные завоевания Русско-турецкой войны (1686—1700), включая Азов. Договор носил промежуточный характер, обе стороны не торопились выполнять его положения. Продолжался дипломатический торг. Основные положения Прутского договора были подтверждены в заключенном в 1713 году Адрианопольском мирном договоре.

## История
Подписан 12 (23) июля 1711 года на реке Прут, близ города Яссы русскими посланниками П. П. Шафировым и Б. П. Шереметевым и турецким представителем — великим визирем Балтаджи Мехмедом-пашой.
Предметом переговоров было предоставление возможности 39-тысячной полевой русской армии во главе с Петром I выйти из окружения, в котором её блокировали полевые 120-тысячная турецкая и 70-тысячная крымская армии. Инструкции Петра I сводились (ввиду критической ситуации для русской армии) к крайне тяжёлым для России условиям: отказу от всех приобретений в ходе Северной войны (кроме Ингрии) и признанию ставленника шведов на польском престоле С. Лещинского.
Данные условия совпадали с теми, которые выдвигал Оттоманский султан при объявлении войны России. На подкуп визиря было выделено из казны 150 тыс. рублей, суммы поменьше предназначались другим турецким начальникам и даже секретарям. По легенде, жена Петра Екатерина Алексеевна пожертвовала все свои драгоценности на подкуп, однако датский посланник Юст Юль, бывший при русской армии после выхода её из окружения, не сообщает о таком деянии Екатерины, но говорит о том, что царица раздала свои драгоценности на сбережение офицерам и потом, по заключении мира, собрала их назад.
22 июля П. П. Шафиров вернулся из турецкого лагеря с условиями мира. Они оказались значительно легче тех, на которые был готов Пётр:
- Россия обязалась отдать Турции город-крепость Азов и все территории на север до реки Орели, на северо-западе — по реке Синюхе в месте впадения её в реку Буг;
  - срыть укрепление (шанец) Таганрог и другие крепости на юге России — Новобогородицкую на реке Самаре, Кодацкую на правом берегу Днепра,[1] Каменный затон
- не вмешиваться во внутренние дела Польши;
- не вмешиваться в дела запорожских казаков[2];
- Карлу XII предоставлялась возможность свободно переехать в Швецию через территорию России.

Этот договор дал возможность России сохранить армию и вывести её из окружения практически с полным вооружением.
23 июля мирный договор был скреплён печатями, и уже в 6 часов вечера русская армия в боевом порядке с распущенными знамёнами и барабанным боем выступила к Яссам. Турки даже выделили свою кавалерию для защиты русской армии от разбойничьих набегов татар.
Сам Шафиров вместе с графом M. Б. Шереметевым остался у турок в заложниках.
Карл XII старался побудить султана к войне с Россией; Пётр не выводил своих войск из Польши. Придравшись к этому, султан 29 ноября 1712 года объявил войну России и приказал посадить Толстого и Шафирова в Семибашенный замок. Французский посланник особенно содействовал этой войне, которая ему казалась лёгкой и выгодной. До войны дело, однако, не дошло. Между турками и остатками шведских войск произошло столкновение, и Карл XII был заключён в бендерскую крепость; великий визирь и другие советники, содействовавшие войне с Россией, были отставлены и заменены новыми. Султан вступил в переговоры с Шафировым, причём к предыдущему договору требовал присоединения двух пунктов, чтобы московский царь выплачивал ежегодную дань крымскому хану и чтобы граница России была установлена между речками Самарой и Орелью и на ней были поселены запорожцы, изменившие России. Шафиров согласился только на то, чтобы граница была между Самарой и Орелью; остальные условия отверг безусловно.
Договор не прекратил Русско-турецкую войну 1710—1713 — вялотекущие боевые действия продолжались ещё 2 года. Основные положения Прутского договора были подтверждены в заключенном в 1713 году Адрианопольском мирном договоре.